# Miguel e Andrea De Lorenzo
Miguel De Lorenzo (Cagliari, 1756 – Cagliari, 1830) e 
Andrea De Lorenzo (Cagliari, 1758 – Cagliari, 1832) sono stati due patrioti sardi ai tempi del Regno di Sardegna sabaudo.

## Storia
De Lorenzo, Miguel, notaio e capopopolo. Nel 1793, quando la Francia della Rivoluzione tenta l'occupazione militare della Sardegna, nell'inerzia del Regno, arma una milizia irregolare di popolani e organizza la resistenza. Condivide le richieste di autonomia e partecipa alla costituzione della Repubblica Sarda, ma si astiene dalla violenza negli anni dei moti rivoluzionari sardi. È sospettato di giacobinismo e di cospirazione. Dopo la restaurazione, paga il perdono reale per sé, per il fratello Andrea e per salvare dalla forca i popolani assoldati. È nel governo di Cagliari, nei periodi 1804-1806, 1815-1817 e 1821-1823.
De Lorenzo, Andrea, patriota e imprenditore. È amico di Giovanni Maria Angioy con cui condivide iniziative industriali. Nel 1793 si segnala nella difesa di Cagliari contro il tentativo di sbarco dei francesi. Nel 1795 è nominato maggiore delle milizie urbane. Frequenta il circolo giacobino. Partecipa ai moti anti piemontesi del 1795 e 1796. Nei documenti trovati in casa del generale delle armi Gavino Palliaccio è indicato tra i capi della sollevazione e tra i più pericolosi. È tra i protagonisti delle sommosse in cui sono uccisi l'intendente generale Girolamo Pitzolo e il generale delle armi Gavino Palliaccio. Partecipa alla costituzione della Repubblica Sarda. Quando la reazione minaccia la rivoluzione, con Angioy invia un parente in Piemonte per cercare l'aiuto della Francia e un nuovo sbarco in Sardegna. Fedele ad Angioy fino all'ultimo, con la milizia di Miguel prende parte alla battaglia di Oristano e, dopo la sconfitta, contrasta altre milizie feudali che inseguono Angioy e i fuggitivi. Fugge a Livorno. Nel 1798 ottiene il perdono reale e torna in Sardegna. Nel 1799, accusato di essere l'ideatore della congiura contro il viceré, è arrestato e rimane in carcere per venti anni, senza che mai nessuno gli contesti alcunché. Ricordato per due secoli come famigerato, è ora riconosciuto come patriota.